# All the Man That I Need
《All the Man That I Need》是美國女歌手惠妮·休斯頓在1990年12月份發行的單曲，這首單曲出自她第三張錄音室專輯《親愛的今夜屬於你》（英語：I'm Your Baby Tonight），它在美國告示牌流行單曲榜（Billboard Hot 100）、節奏藍調單曲榜（Hot R&B/Hip-Hop Songs）和成人抒情歌曲榜（Adult Contemporary）三個榜皆獲得冠軍，成為惠妮·休斯頓第9首全美冠軍單曲。

## 歌曲

### 單曲簡介
〈All the Man That I Need〉原名為〈All the Man I Need〉，最早由女歌手琳達·克利福德（Linda Clifford）收錄在她1982年的《I'll Keep on Loving You》個人專輯中，當時這首歌並未引起歌迷太大的注意。1990年當Arista唱片公司在幫惠妮·休斯頓籌畫第三張專輯的時候，挑中了這首旋律優美的情歌，並將歌名改為〈All the Man That I Need〉。這首歌的編曲旋律和1982年的原曲相異並無太大，惠妮·休斯頓在錄製這首歌時，正是她和前夫巴比·布朗兩人相處在甜蜜的熱戀之中。惠妮·休斯頓在唱這首歌時，並沒有使用太高難度的歌唱技巧，但仍可明顯的感受到歌中洋溢著幾許濃情蜜意，另外再加上薩克斯風天王肯尼·基為這首歌配襯的音樂，更為這首情歌增添幾許陶醉。

### 商業成績
〈All the Man That I Need〉是惠妮·休斯頓的《親愛的今夜屬於你》專輯中第二首推出的單曲，上一首和專輯同名單曲〈I'm Your Baby Tonight〉獲得了冠軍的好成績。〈All the Man That I Need〉亦延續了上一首奪冠的氣勢，在1990年12月22日首週進榜即佔據單曲榜第53名，日後這首單曲即以緩慢但穩定的速度往上爬升，在進榜2個月後終於登上榜首位置，1991年2月23日在蟬連兩週冠軍之後被瑪麗亞·凱莉的〈Someday〉請下王座。此外，〈All the Man That I Need〉也陸續登上節奏藍調單曲榜和成人抒情歌曲榜的冠軍，在美國單曲銷售數字超過50萬張。〈All the Man That I Need〉在1991年告示牌年終單曲榜中位居第16名。
〈All the Man That I Need〉在英國的成績不若美國好，它在英國單曲榜僅獲得第13名。惠妮·休斯頓以這首單曲入圍第34屆葛萊美獎最佳流行女歌手獎（Best Pop Vocal Performance, Female）。

### 老歌新唱
惠妮·休斯頓自第一張專輯開始，經過她重新詮釋過的老歌，都拿下了單曲榜的冠軍，從〈Saving All My Love for You〉、〈Greatest Love of All〉到〈All the Man That I Need〉都是，惠妮·休斯頓可以說是翻唱她人歌曲最為成功的藝人之一。

## 資料來源
1. ↑  .   [2015-03-25]. （原始内容存档于2015-11-18）.
2. ↑  .   [2015-03-25]. （原始内容存档于2015-09-18）.
3. ↑  .   [2015-03-25]. （原始内容存档于2015-09-16）.
4. ↑  .   [2015-03-25]. （原始内容存档于2016-03-29）.
5. ↑  .   [2015-03-25]. （原始内容存档于2015-07-02）.
6. ↑  .   [2015-03-25]. （原始内容存档于2015-02-04）.
7. ↑  .   [2015-03-25]. （原始内容存档于2015-01-03）.
8. ↑  .   [2015-03-25]. （原始内容存档于2016-01-03）.
9. ↑  .   [2015-03-25]. （原始内容存档于2015-04-02）.